# Stadion im. Józefa Pawełczyka w Czeladzi
Stadion im. Józefa Pawełczyka – wielofunkcyjny stadion w Czeladzi, w Polsce. Obiekt powstał w okresie międzywojennym. Może pomieścić 1300 widzów. Swoje spotkania rozgrywają na nim piłkarze klubu CKS Czeladź.

## Historia
Początkowo piłkarze klubu CKS Czeladź (powstałego w 1924 roku) grali na boiskach na tzw. Łęgu (przy ulicy Parkowej) oraz w pobliżu Parku im. Tadeusza Kościuszki. W 1926 roku klub wydzierżawił od miasta nowy teren w miejscu, gdzie dziś mieści się Szkoła Podstawowa nr 4 i wybudował tam swój stadion. Nie istniał on jednak zbyt długo. Wskutek wylewów rzeki Brynicy zdecydowano się uregulować jej przebieg, a nowe koryto poprowadzono częściowo przez boisko CKS-u. W zamian wybudowano jednak nowy obiekt w miejscu, w którym mieści się on do dziś.
W latach 1956–1960 na obiekcie swoje spotkania w rozgrywkach ligowych rozgrywał klub żużlowy CKS Czeladź (początkowo pod nazwą Górnik Czeladź). W tamtym okresie stadion posiadał tor żużlowy wyposażony w sztuczne oświetlenie (pierwsze takie w Polsce, uruchomione w 1956 roku).
Stadion został rozbudowany w latach 70. XX wieku. Pojemność stadionu dawniej wynosiła 20 000 widzów, później w miarę starzenia się obiektu i pogarszania jego stanu technicznego była ona sukcesywnie ograniczana, aż do poziomu 1300 widzów. W październiku 2019 roku rozpoczęła się gruntowna modernizacja stadionu. Obiekt nosi imię Józefa Pawełczyka, pochodzącego z Czeladzi sportowca, trenera i działacza sportowego.